# 久野秀隆
久野 秀隆（ひさの ひでたか、1987年8月13日）は神奈川県出身の高齢者の介護予防を専門に行う運動指導者。 
有限会社ビーアウェイク 代表取締役。駐日モンテネグロ名誉領事館 広報官。
株式会社エキスパートナー 所属。

## 略歴
セントラル子供劇団に10代のころ所属。日本大学藤沢高等学校卒業、日本大学芸術学部卒業。
特技は水泳、ドラム。特に水泳は選手として活躍後、フィットネスクラブでアクアパーソナルトレーナーとして活躍。
2004年に放送されたWATER BOYS2では田上尚樹、横上拓哉とともにレギュラー出演を果たした。
2008年12月にタレント活動を休止。その後、大手制作会社にて映画製作に従事。
2010年より本格的にパーソナルトレーナーとして活動をスタート。
また2012年より駐日モンテネグロ名誉領事館の広報官も務めている。
2012年、東日本大震災をキッカケに地域の健康づくりを目的に、健康づくり・介護予防トレーナーとして活動の幅を広げている。

## 専門家としての主な活動
10代にライフセーバーとして働き、18歳よりフィットネスクラブにてパーソナルトレーナーとして勤務。
フィットネスクラブにこない地域の方に会いにいくという形で2012年より介護予防トレーナーに転身。
神奈川県を中心に70市区町村の町内会・自治会・老人会向けの体操指導や、病院・介護保険事業所の研修や機能訓練などの指導を担当している。
2019年9月まで述べ8000件の教室を指導。年間6万人の指導を実施。
社会福祉法人のプログラム開発や、行政機関の事業設計などに携わっている。地域の特色を生かした仲間作りを中心とした教室運営を得意とし、地域財産(行き場作り)を増やすことを意識している。
また公的予算をなるべく削減した街づくりの指導も定評がある。

### TV
- 久野先生の健康体操「全力で、元気にコミット！」[3] - （2018年4月2日 - 、毎週月〜金6:00-6:15・8:15-8:30・13:00-13:15）[4] - J:COM
- 日本テレビ-メレンゲの気持ち -(2018年11月10日放送)[5]
- テレビ東京-ワールドビジネスサテライト-(2019年10月24日放送)
- NHK「あさイチ」わがままホビー（2020年7月14日放送）

### CM
- 大正製薬　リポビタンライフ テレビ インフォマーシャル 出演

### 書籍
- 久野秀隆（著）、秋冨慎司（監修）『こわい肺炎から命を守る！ゴエン予防体操』 - 出版社SDP、2018年4月30日発売、ISBN 978-4-906953-61-5
- 久野秀隆（著）、『足裏ほぐし』 - 出版社主婦の友社、2019年3月29日発売、ISBN 978-4074351695

### コラム・記事
- 女性自身　誤嚥性肺炎の予防について[6]
- 女性自身　奇跡の体操サークル[7]
- 介護ポストセブン　親世代に進めたいコンビニ食品[8]

## 役者活動時の主な出演
TV
- WATER BOYS2 - 五木役
- 特命リサーチ200X
- ショーパラダイス
- 貯まる女
- 開運!なんでも鑑定団
- 世にも奇妙な物語 SMAPの特別編 - ストーリーテラー助手役
- Club TK - レギュラー出演
- 忍風戦隊ハリケンジャー - 一甲の少年時代役

映画
- ワルボロ
- DEAD OR ALIVE 2 逃亡者（2000年、大映＝東映ビデオ、三池崇史 監督）

CF
- ファイナルファンタジーVII アドベントチルドレン
- セブンイレブン

VP
- 心と健康（東京書籍）
- ディベート（東京書籍）

PV
- 東京スカパラダイスオーケストラ　DOWN BEAT STOMP

ポスター
- エグザス

パンフレット
- 拓殖大学紅陵高等学校
- 志学館

カタログ
- 内田洋行

カレンダー
- NTT東日本

文庫本
- メイキングオブウォーターボーイズ2（ワニブックス）
- ウォーターボーイズオフィシャルブック（扶桑社）